# Norkūnas
Norkūnas ist ein litauischer männlicher Familienname.

## Herkunft
Der Name ist eine Ableitung vom  männlichen litauischen Familiennamen Norkus.

## Weibliche Formen
- Norkūnaitė (ledig)
- Norkūnienė (verheiratet)
- Norkūnė (neutral)

## Namensträger
- Algis Norkūnas (* 1962), Richter
- Gediminas Norkūnas (* 1978), Finanzpolitiker, Vizeminister
- Petras Norkūnas (1912–2016), Chirurg und Professor